# Спериллен
Спериллен (норв. Sperillen) — озеро в Норвегии. Имя происходит от нордического «Sperðill», что означает «хвост».
Расположено в муниципалитете Рингерике в фюльке Бускеруд. Площадь — 36,8 км². Высота колеблется от 148 до 150 м над уровнем моря.
Наибольшая глубина — 129 м. Средняя — 38,5 м.
Место коммерческой рыбалки: белая рыба, гольцы, речной окунь, форель.